# Alexander Francis Molamure
Pour les articles homonymes, voir Molamure.
Sir Alexander Francis Molamure (communément nommé Sir Francis Molamure ou A. F. Molamure) (7 février 1888 - 25 janvier 1951) est un homme politique de Ceylan. Il sert comme premier président du Conseil d'État de Ceylan et du Parlement de Ceylan (en). Figure controversée, il quitte le Conseil d'État en raison d'une condamnation suite l'Elephant Kraal de Panamure (en) en 1950.

## Biographie

### Première année
Né à Ratnapura, Molamure étudie au S. Thomas' College (en) de Mount-Lavinia (en) où il joue au cricket pour l'équipe du collège. Il est aussi capitaine lors du Royal-Thomian (en) en 1903.

### Carrière légale
Qualifié pour devenir barrister, il pratique à Kegalle en tant qu'avocat du Unofficial Bar,.

### Carrière politique
Molamure est membre du conseil local pour la santé et le bien-être à Kegalle. Il se présente lors de l'élection au conseil législatif de 1924 et est élu pour représenter le district de Kegalle au conseil législatif. Au conseil, il est membre du comité pour l'éducation supérieure et est nommé par le gouverneur qui encourageait la fondation de l'université de Ceylan (en).
En 1927, il préside la 9e assemblée de la All Ceylon Buddhist Association Congress. En 1931, il est réélu et siège dans le premier conseil d'État en tant que représentant de Dedigama (en). Peu avant l'ouverture du conseil, Molamure est élu président du conseil face à Stewart Schneider (en).

### Domaine de Maduwanwela
Modalure était neveu de Maduwanwela Maha Disawe (en) et, lors du décès de ce dernier, en était le l'exécuteur testamentaire. Devant remettre un intérêt viager à la veuve et la fille de Maduwanwela, ces richesses qui finiraient par revenir à Modalure lui permet de faire une ambitieuses carrière politique. En 1934, il est reconnu coupable d'outrage au tribunal de Ratnapura après la découverte de fonds dans la Banque impériale alors qu'il était exécuteur testamentaire. Ce jugement entraîne une peine de 12 mois de prison et la perte de son poste de président du conseil d'État,.

## Retour en politique
Après une absence pendant laquelle il fait l'acquisition de plusieurs terrains, Molamure devient membre important du Congrès national durant les années 1940. Élu représentant de Balangoda (en) lors d'une élection partielle en octobre 1943 après la démission de H. A. Goonesekera (en) pour des accusations de corruption. Réélu dans le premier parlement de Ceylan en tant que membre du Parti national uni, son nom est proposé pour la présidence de l'assemblée par C. Sittampalam (en) et S. U. Edirimanasingham, alors que l'opposition met en avant Herbert Sri Nissanka (en),. Molamure devient le premier président de l'assemblée et s'installe à Mumtaz Mahal (en), nouvelle résidence officielle du président acquise par le gouvernement. En 1949, il est fait chevalier commandeur de l'ordre de l'Empire britannique.

## Éléphant Kraal
En tant qu'oncle de Maduwanwela Maha Disawe, Molamure continue d'organiser le Kraal des éléphants à Panamure. Organisant le dernier Kraal en 1950, Molamure fait face à plusieurs controverses en raison de l'abatage d'un éléphant mâle tentant de briser le périmètre de sécurité. L'incident entraîne de vifs débats à l'assemblée et mène à l'interdiction des kraals et de la capture d'éléphants sauvages,.

## Famille
Molamure épouse Adeline Molamure (en) en 1912, elle devient la première femme siégeant au conseil d'État en 1931. Cette dernière est la fille de J. H. Meedeniya (en) qui siège au conseil législatif. Son beau-frère est le magnat de la presse D. R. Wijewardena.
Leur seule fille, Seetha Seneviratne (en), devient membre du Sénat de Ceylan (en). Elle marie L. J. Seneviratne (en), fonctionnaire et Secrétaire au trésor.

## Décès
Molamure souffre d'un accident vasculaire cérébral alors qu'il préside une session de la chambre. Il meurt à l'hôpital en janvier 1951 à l'âge de 62 ans.